# Wilhelm Lührs (Politiker)
Wilhelm Lührs (* 30. Januar 1885 in Drittgeest; † 14. Juli 1974 in Stubben) war ein deutscher Landwirt und Politiker (DNVP, NSDAP).

## Biografie
Lührs war der Sohn eines Bauern und besuchte die landwirtschaftlichen Winterschulen in Stade und Visselhövede und die landwirtschaftliche Lehranstalt in Braunschweig. Von 1905 bis 1909 leistete er Militärdienst. Danach war er Verwalter auf landwirtschaftlichen Gütern in Hannover, Schlesien, Sachsen und Pommern. Von 1914 bis 1917 leistete er Kriegsdienst und wurde schwer verwundet. Von 1917 bis 1924 war er Gutsinspektor in Holstein, bevor er einen Hof in Ebersdorf, Kreis Bremervörde, pachtete.
 
Er war verheiratet und hatte drei Kinder.
1919 wurde er Mitglied der DNVP. Zum 1. Mai 1928 trat er der NSDAP bei (Mitgliedsnummer 87.263) und war bis 1932 Ortsgruppenleiter in Ebersdorf. 1929 wurde er Gauredner und ehrenamtlicher Kreisleiter in Bremervörde. Er war Mitglied des Kreistags und des Kreislandbundes. 1932 besuchte er die Reichsführerschule in München. Im Juni 1932 wurde er als Nachrücker für Georg Weidenhöfer Mitglied im Provinziallandtag der Provinz Hannover. Nach der Machtergreifung der Nationalsozialisten war er von Juli 1933 bis Juni 1934 Kreisbauernführer und von Juni 1934 bis 1945 Bürgermeister von Bremervörde.
Im Mai 1945 wurde er interniert. Die Spruchkammer Benefeld-Bomlitz verurteilte ihn im November 1947 zu einem Jahr Gefängnis und er wurde im Dezember 1947 entlassen. 1949 wurde er im Rahmen der Entnazifizierung als Mitläufer eingestuft. Seit seiner Entlassung lebte er auf dem Hof seines Neffen.